# Unione Sportiva Triestina Calcio 1985-1986
Questa voce raccoglie le informazioni riguardanti l'Unione Sportiva Triestina Calcio nelle competizioni ufficiali della stagione 1985-1986.

## Stagione
La squadra sfiorò la promozione in Serie A ma a causa del secondo scandalo del Totonero subì la revoca di un punto e fu l'Empoli a conquistare la terza e ultima piazza di promozione a discapito del L.R. Vicenza.

## Rosa
| N. |                   | Ruolo | Calciatore           |
| -- | ----------------- | ----- | -------------------- |
|    | Italia (bandiera) | D     | Giuseppe Bagnato     |
|    | Italia (bandiera) | P     | Guido Bistazzoni     |
|    | Italia (bandiera) | D     | Maurizio Braghin     |
|    | Italia (bandiera) | D     | Ersilio Cerone       |
|    | Italia (bandiera) | D     | Vincenzo Chiarenza   |
|    | Italia (bandiera) | A     | Gianfranco Cinello   |
|    | Italia (bandiera) | D     | Maurizio Costantini  |
|    | Italia (bandiera) | C     | Luigino Dal Prà      |
|    | Italia (bandiera) | A     | Franco De Falco      |
|    | Italia (bandiera) | A     | Vincenzo Di Giovanni |

| N. |                   | Ruolo | Calciatore         |
| -- | ----------------- | ----- | ------------------ |
|    | Italia (bandiera) | P     | Rino Gandini       |
|    | Italia (bandiera) | C     | Pasquale Iachini   |
|    | Italia (bandiera) | D     | Leonardo Menichini |
|    | Italia (bandiera) | D     | Renato Miele       |
|    | Italia (bandiera) | C     | Angelo Orlando     |
|    | Italia (bandiera) | C     | Francesco Romano   |
|    | Italia (bandiera) | C     | Franco Salvadè     |
|    | Italia (bandiera) | C     | Giampiero Scaglia  |
|    | Italia (bandiera) | C     | Stefano Strappa    |
|    | Italia (bandiera) | A     | Diego Zanin        |

## Risultati

### Serie B

#### Girone di andata
| 8 settembre 1985 1ª giornata | Triestina | 2 – 1 | Arezzo |  |

| 15 settembre 1985 2ª giornata | Campobasso | 0 – 1 | Triestina |  |

| 22 settembre 1985 3ª giornata | Triestina | 1 – 0 | Monza |  |

| 29 settembre 1985 4ª giornata | Cagliari | 0 – 0 | Triestina |  |

| 6 ottobre 1985 5ª giornata | Triestina | 1 – 1 | Catania |  |

| 13 ottobre 1985 6ª giornata | Lazio | 2 – 1 | Triestina |  |

| 20 ottobre 1985 7ª giornata | Triestina | 2 – 1 | Genoa |  |

| 27 ottobre 1985 8ª giornata | Perugia | 2 – 0 | Triestina |  |

| 3 novembre 1985 9ª giornata | Triestina | 0 – 1 | Cremonese |  |

| 10 novembre 1985 10ª giornata | Palermo | 0 – 0 | Triestina |  |

| 17 novembre 1985 11ª giornata | Triestina | 0 – 0 | Bologna |  |

| 24 novembre 1985 12ª giornata | Triestina | 1 – 1 | Ascoli |  |

| 1º dicembre 1985 13ª giornata | Empoli | 3 – 2 | Triestina |  |

| 8 dicembre 1985 14ª giornata | Triestina | 3 – 2 | Lanerossi Vicenza |  |

| 15 dicembre 1985 15ª giornata | Sambenedettese | 0 – 0 | Triestina |  |

| 22 dicembre 1985 16ª giornata | Triestina | 1 – 0 | Brescia |  |

| 5 gennaio 1986 17ª giornata | Catanzaro | 2 – 2 | Triestina |  |

| 12 gennaio 1986 18ª giornata | Cesena | 1 – 1 | Triestina |  |

| 19 gennaio 1986 19ª giornata | Triestina | 2 – 0 | Pescara |  |

#### Girone di ritorno
| 26 gennaio 1986 20ª giornata | Arezzo | 0 – 0 | Triestina |  |

| 2 febbraio 1986 21ª giornata | Triestina | 1 – 1 | Campobasso |  |

| 9 febbraio 1986 22ª giornata | Monza | 0 – 0 | Triestina |  |

| 16 febbraio 1986 23ª giornata | Triestina | 1 – 2 | Cagliari |  |

| 23 febbraio 1986 24ª giornata | Catania | 0 – 2 | Triestina |  |

| 2 marzo 1986 25ª giornata | Triestina | 0 – 0 | Lazio |  |

| 9 marzo 1986 26ª giornata | Genoa | 1 – 0 | Triestina |  |

| 16 marzo 1986 27ª giornata | Triestina | 1 – 0 | Perugia |  |

| 29 marzo 1986 28ª giornata | Cremonese | 2 – 2 | Triestina |  |

| 6 aprile 1986 29ª giornata | Triestina | 2 – 0 | Palermo |  |

| 13 aprile 1986 30ª giornata | Bologna | 1 – 0 | Triestina |  |

| 27 aprile 1986 31ª giornata | Ascoli | 1 – 1 | Triestina |  |

| 4 maggio 1986 32ª giornata | Triestina | 1 – 0 | Empoli |  |

| 11 maggio 1986 33ª giornata | Lanerossi Vicenza | 0 – 0 | Triestina |  |

| 18 maggio 1986 34ª giornata | Triestina | 1 – 0 | Sambenedettese |  |

| 25 maggio 1986 35ª giornata | Brescia | 2 – 1 | Triestina |  |

| 1º giugno 1986 36ª giornata | Triestina | 3 – 2 | Catanzaro |  |

| 8 giugno 1986 37ª giornata | Triestina | 2 – 0 | Cesena |  |

| 15 giugno 1986 38ª giornata | Pescara | 1 – 2 | Triestina |  |

## Statistiche

### Statistiche di squadra
| Competizione | Punti | In casa | In casa | In casa | In casa | In casa | In casa | In trasferta | In trasferta | In trasferta | In trasferta | In trasferta | In trasferta | Totale | Totale | Totale | Totale | Totale | Totale | DR  |
| Competizione | Punti | G       | V       | N       | P       | Gf      | Gs      | G            | V            | N            | P            | Gf           | Gs           | G      | V      | N      | P      | Gf     | Gs     | DR  |
| ------------ | ----- | ------- | ------- | ------- | ------- | ------- | ------- | ------------ | ------------ | ------------ | ------------ | ------------ | ------------ | ------ | ------ | ------ | ------ | ------ | ------ | --- |
| Serie B      | 45    | 19      | 12      | 5       | 2       | 25      | 12      | 19           | 3            | 10           | 6            | 15           | 18           | 38     | 15     | 15     | 8      | 40     | 30     | +10 |
| Coppa Italia | 5     | 3       | 0       | 3       | 0       | 4       | 4       | 2            | 1            | 0            | 1            | 2            | 2            | 5      | 1      | 3      | 1      | 6      | 6      | 0   |
| Totale       |       | 22      | 12      | 8       | 2       | 29      | 16      | 21           | 4            | 10           | 7            | 17           | 20           | 43     | 16     | 18     | 9      | 46     | 36     | +10 |

### Statistiche dei giocatori
| Giocatore      | Serie B  | Serie B | Serie B     | Serie B    | Coppa Italia | Coppa Italia | Coppa Italia | Coppa Italia | Totale   | Totale | Totale      | Totale     |
| Giocatore      | Presenze | Reti    | Ammonizioni | Espulsioni | Presenze     | Reti         | Ammonizioni  | Espulsioni   | Presenze | Reti   | Ammonizioni | Espulsioni |
| -------------- | -------- | ------- | ----------- | ---------- | ------------ | ------------ | ------------ | ------------ | -------- | ------ | ----------- | ---------- |
| G. Bagnato     | 25       | 0       | ?           | ?          | ?            | ?            | ?            | ?            | 25+      | 0+     | ?           | ?          |
| G. Bistazzoni  | 34       | -25     | ?           | ?          | ?            | ?            | ?            | ?            | 34+      | -25+   | ?           | ?          |
| M. Braghin     | 37       | 0       | ?           | ?          | ?            | ?            | ?            | ?            | 37+      | 0+     | ?           | ?          |
| E. Cerone      | 34       | 5       | ?           | ?          | ?            | ?            | ?            | ?            | 34+      | 5+     | ?           | ?          |
| V. Chiarenza   | 6        | 0       | ?           | ?          | ?            | ?            | ?            | ?            | 6+       | 0+     | ?           | ?          |
| G. Cinello     | 33       | 6       | ?           | ?          | ?            | ?            | ?            | ?            | 33+      | 6+     | ?           | ?          |
| M. Costantini  | 31       | 1       | ?           | ?          | ?            | ?            | ?            | ?            | 31+      | 1+     | ?           | ?          |
| L. Dal Prà     | 34       | 0       | ?           | ?          | ?            | ?            | ?            | ?            | 34+      | 0+     | ?           | ?          |
| F. De Falco    | 32       | 5       | ?           | ?          | ?            | ?            | ?            | ?            | 32+      | 5+     | ?           | ?          |
| V. Di Giovanni | 24       | 4       | ?           | ?          | ?            | ?            | ?            | ?            | 24+      | 4+     | ?           | ?          |
| R. Gandini     | 4        | -5      | ?           | ?          | ?            | ?            | ?            | ?            | 4+       | -5+    | ?           | ?          |
| P. Iachini     | 27       | 8       | ?           | ?          | ?            | ?            | ?            | ?            | 27+      | 8+     | ?           | ?          |
| L. Menichini   | 36       | 0       | ?           | ?          | ?            | ?            | ?            | ?            | 36+      | 0+     | ?           | ?          |
| R. Miele       | 3        | 0       | ?           | ?          | ?            | ?            | ?            | ?            | 3+       | 0+     | ?           | ?          |
| A. Orlando     | 27       | 0       | ?           | ?          | ?            | ?            | ?            | ?            | 27+      | 0+     | ?           | ?          |
| F. Romano      | 35       | 7       | ?           | ?          | ?            | ?            | ?            | ?            | 35+      | 7+     | ?           | ?          |
| F. Salvadè     | 16       | 0       | ?           | ?          | ?            | ?            | ?            | ?            | 16+      | 0+     | ?           | ?          |
| G. Scaglia     | 24       | 0       | ?           | ?          | ?            | ?            | ?            | ?            | 24+      | 0+     | ?           | ?          |
| S. Strappa     | 27       | 1       | ?           | ?          | ?            | ?            | ?            | ?            | 27+      | 1+     | ?           | ?          |
| D. Zanin       | 2        | 1       | ?           | ?          | ?            | ?            | ?            | ?            | 2+       | 1+     | ?           | ?          |